# Compsoneura
Compsoneura é um género botânico pertencente à família Myristicaceae. Contém 21 espécies nativas das Américas e distribuídas do sul do México até o Brasil.

## Espécies[2]
- Compsoneura anoriensis Janovec & A.K.Neill

- Compsoneura atopa (A.C.Sm.) A.C.Sm.

- Compsoneura awaensis Janovec

- Compsoneura capitellata (Poepp. ex A.DC.) Warb.

- Compsoneura claroensis Janovec & A.K.Neill

- Compsoneura cuatrecasasii A.C.Sm.

- Compsoneura davidneillii Janovec

- Compsoneura debilis Warb.

- Compsoneura diazii Janovec

- Compsoneura excelsa A.C.Sm.

- Compsoneura lapidiflora T.S.Jaram. & Balslev

- Compsoneura mexicana (Hemsl.) Janovec

- Compsoneura morona-santiagoensis Janovec

- Compsoneura mutisii A.C.Sm.
- Compsoneura racemosa Ducke
- Compsoneura rigidifolia W.A.Rodrigues
- Compsoneura schlerophylla Ducke
- Compsoneura schultesiana W.A.Rodrigues
- Compsoneura sprucei (A.DC.) Warb.
- Compsoneura trianae Warb.
- Compsoneura ulei Warb. ex Pilg.

1. ↑  «Compsoneura — World Flora Online». www.worldfloraonline.org. Consultado em 19 de agosto de 2020
2. 1 2  «Compsoneura Warb.». www.worldfloraonline.org. Consultado em 28 de novembro de 2022